# Nowhere to Hide (Praying Mantis)
Nowhere to Hide è il settimo album dei Praying Mantis, pubblicato nel 2000.

## Tracce
1. Nowhere to Hide – 5:31
2. Cruel Winter – 5:53
3. The Clocktower – 5:11
4. Can't Stop the Fire – 4:55
5. Future of the World – 6:18
6. Whenever I'm Lost – 6:08
7. You'll Never Know – 5:39
8. River of Hope – 6:10
9. S.O.S. – 6:45